# 90482 Ork
90482 Ork, transneptunski objekt u Kuiperovom pojasu. Otkrili su ga 17. veljače 2004. Michael Brown s Caltecha, Chad Trujillo iz zvjezdarnice Gemini i David Rabinowitz s Sveučilišta Yale. Iako Brown smatra da se "gotovo sigurno" radi o patuljstom planetu, Međunarodna astronomska unija ga službeno još uvijek nije tako klasificirala.
Posjeduje jedan poznati prirodni satelit, Vanth